# Rose Schönberg
Rose Schönberg (Amsterdam, 10 januari 1880 – Auschwitz, 3 augustus 1943) was een Nederlands pianist en muziekpedagoog.
Rosette/Rozette Rachel Kopuit was dochter van Judith Cohen en Salomon Kopuit. In augustus 1907 verloofde ze zich met musicus Charles Grelinger, tot een huwelijk kwam het niet. Ze trouwde in augustus 1909 met Wolf Schönberg, die zichzelf Willy noemde; een echtscheiding volgde in 1920. 
Het zag er niet naar uit dat ze zangeres zou worden. Volgens Persoonlijkheden in het Koninkrijk der Nederlanden in woord en beeld (1938; Van Holkema & Warendorf) wilde ze zich in eerste instantie bekwamen in de schilderkunst. Via musici Betsy en Jacques de Jong kreeg ze pianoles en dat leidde tot een pianostudie bij Julius Röntgen aan het Conservatorium van Amsterdam. Zij behaalde daarin haar diploma en stapte toen over naar zanglessen bij Aaltje Noordewier-Reddingius en slaagde tegelijkertijd met Jacoba Dhont. Achternicht Julia Culp wist haar daarna in contact te brengen met de Berlijnse zangeres Etelka Gerster voor verdere lessen. Ze zat overigens al vroeg op het podium, zoals op 15 maart 1902, Toynbee-Hal op de Rapenburgerstraat.
In 1912 was ze terug in Amsterdam en begon een eigen zangschooltje. Een hele rits zangers en zangeressen doorliep haar Rosa Schönberg’s Zangschool aan de Okeghemstraat met een aanbeveling van Etelka Gerster, wier lesmethode ze hanteerde. Andere leerlingen leverde ze sinds 1917 af via genoemd conservatorium (in 1920 was ze er hoofdlerares). Ook bleef ze lesgeven naast het conservatorium vanuit de Weteringschans. Ze was lerares van Elisabeth Ohms, Hélène Cals, José Candel, Gerda Pons, Johan Lammen, Arie van Mever en Annie Hermes. Via de Gerstermethode liet ze leerlingen zingen tijdens leerlingenconcerten, die ook wel de Nederlandse radio haalden. Voor de niet gefortuneerden had ze in 1938 een "Rose Schönberg debutantenfonds" ter beschikking gesteld. 
Schönberg was dus ook een begenadigd pianist; zo begeleidde ze Cals en Louis Zimmermann op de piano in Diligentia (april 1928). 
Volgens haar gezinskaart verbleef zij in 1943 in Mechelen. Later bleek dat zij om aan de Duitse bezetter te ontkomen in de periode november 1942 tot april 1943 ondergedoken zat in Venlo en vervolgens naar de Belgische stad trok. Ze werd daar bij een van de laatste deportaties op transport gezet naar Auschwitz, al waar ze vrijwel direct omgebracht werd in Auschwitz-Birkenau. In 1945 wordt namens Het Nederlandse Beheersinstituut een oproep geplaatst aan mensen die nog iets te vorderen etc. hebben van Kopuit. Haar naam is opgenomen in het Holocaust Namenmonument in Amsterdam. 
Haar naam reikte tot in de jaren zeventig, wanneer één van haar leerlingen stopt met zingen.